# Гора «Байгурезь»
Гора́ «Байгуре́зь» — комплексна пам'ятка природи регіонального значення на території Дебьоського сільського поселення Дебьоського району Удмуртії в Росії. Знаходиться на обриві правого корінного схилу долини річки Чепца за 2 км на північний захід від села Дебьоси.
Пам'ятка включає в себе пагорб Байгурезь на навколишню прибережну територію. Під охороною знаходяться унікальна форма рельєфу, унікальний рослинний покрив та 4 червонокнижних видів рослин.
Утворена в кінці 1970-их років з метою охорони реліктового комплексу видів рослин, занесених до Червоної книги Удмуртської Республіки. Об'єкт має науково-пізнавальне, рекреаційне та високе естетичне значення.